# ワイト島統監
ワイト島統監（ワイトとうとうかん、英語: Lord Lieutenant of the Isle of Wight）は、イギリスの官職。統監の1つで、ワイト島を担当する。1972年地方行政法でイングランドおよびウェールズの地方自治体再編が行われ、同法第218(1)条によりグレーター・ロンドンおよび各都市・非都市カウンティに統監が1人ずつ任命されることとなった。同法でワイト島が州としてランカシャーから分離したため、1974年の同法施行とともにワイト島統監が任命された。

## 一覧
- 1974年4月1日 – 1979年8月27日：初代ビルマのマウントバッテン伯爵ルイス・マウントバッテン[2]
- 1980年2月19日 – 1986年：第2代準男爵サー・ジョン・ニコルソン（英語版）[2]
- 1986年2月20日 – 1995年：第4代モッティストン男爵デイヴィッド・シーリー（英語版）[2]
- 1995年12月18日 – 2006年：クリストファー・ドナルド・ジャック・ブランド[2][3]
- 2006年10月24日 – 2019年3月25日：サー・マーティン・スペンサー・ホワイト（英語版）[3][4]
- 2019年3月25日 – ：スーザン・シェルドン[4]